# Aphaniosoma perpallidum
Aphaniosoma perpallidum är en tvåvingeart som beskrevs av Ebejer 2008. Aphaniosoma perpallidum ingår i släktet Aphaniosoma och familjen gulflugor. Inga underarter finns listade i Catalogue of Life.